# アルジェ地下鉄
アルジェ地下鉄（アラビア語: مترو الجزائر العاصمة）はアルジェリアの首都アルジェ市の地下鉄である。

## 沿革

### 構想および計画段階
1928年に、フランス植民地政府が、アルジェでの地下鉄構想を発表している。アルジェリア独立達成後の1970年代より、アルジェリアの首都アルジェの地下鉄が、本格的に構想されることとなる。1982年より、公式に建設計画が立てられた。1980年代の原油価格下落より、財政面の問題があり、計画段階で停滞することとなる。

### 建設工事
1988年、アルジェリア政府が、二つの国有企業の建設契約を認可する。工事は始まるものの、中断も余儀なくされ、四つの駅の区間を掘り進むのに15年かかってしまう。アルジェの地盤を掘ることについて、比較的困難というのが一つの理由である。2003年より、本格的工事が行われる。ドイツのシーメンス社やスペインのCAF社の技術協力がなされる。2008年に、営業開始予定が設定されていたが、延期される。

### 営業開始
2011年10月31日に、開通式が行われる。翌日11月1日より、営業運転が開始される。なお、軌間は1435mmであり、最高速度は時速72kmである。
なお、YouTubeに、アルジェ地下鉄関連の動画が、いくつかアップロードされている。

## 路線

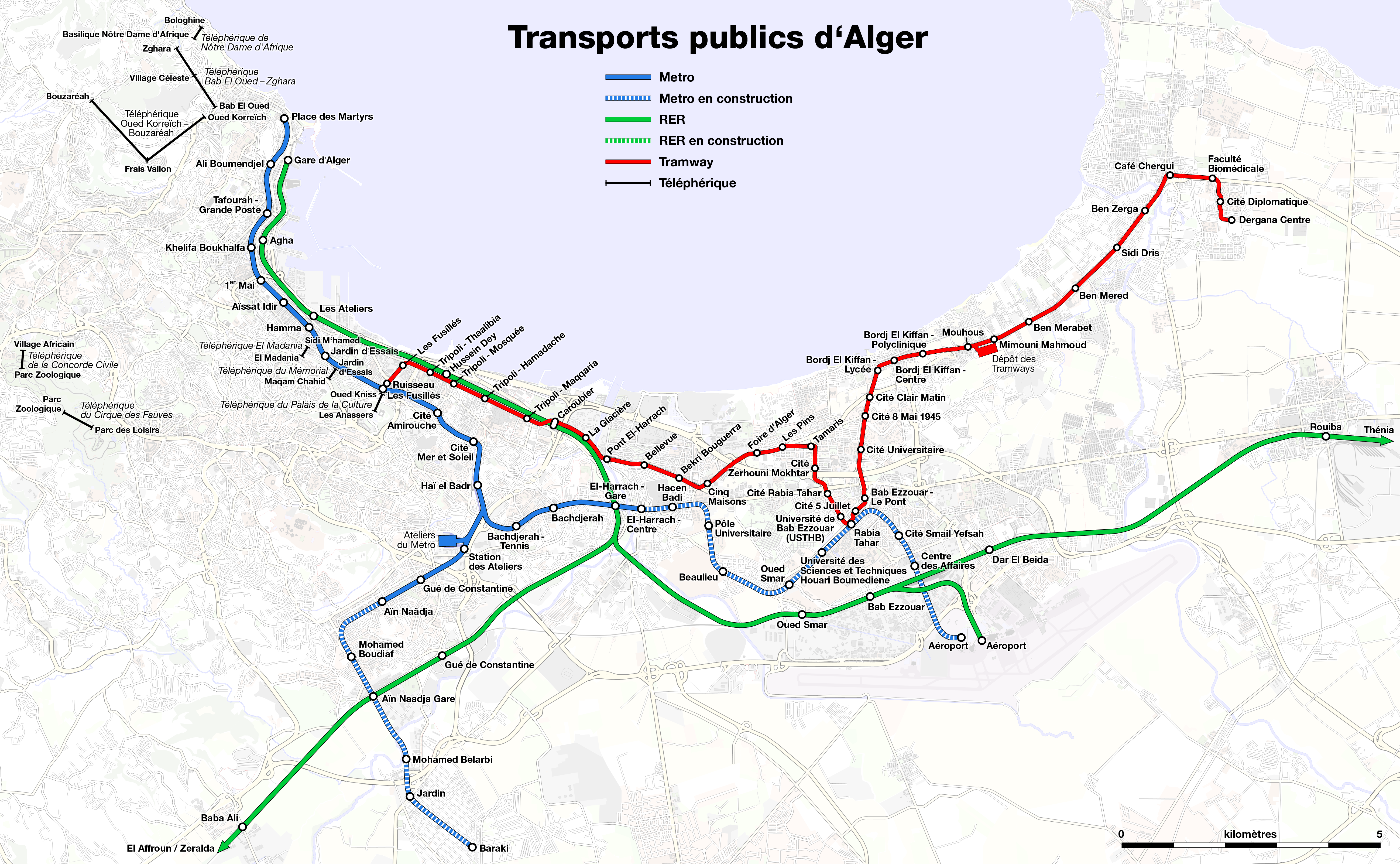
将来の延伸部分も加えた路線図。

2011年11月1日営業開始時より、1号線が、タフラ＝グランデ・ポステ駅とハイ・エル・バドル駅を結ぶ9.2kmで、営業している。10駅がある。
合計3路線が計画されている。営業開始した1号線の延長が、2012年に実現する予定である。2号線の建設がすでに始まっている。2020年には、40kmの地下鉄網が完成される見込みとされている。

### 1号線

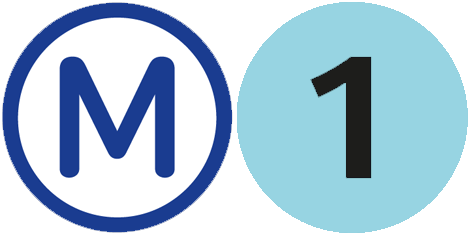
1号線の路線ロゴマーク。

駅名は、アルジェ地下鉄公式サイトのフランス語表記に従う
。
駅
|  |   |  | 駅                           | フランス語表記          |  |
|  | - |  | ---------------------------- | ----------------------- |  |
|  | ● |  | ラルビ・ベン・ムヒディ       | Larbi Ben M'hidi        |  |
|  | ● |  | タフラ＝グランデ・ポステ駅   | Tafourah - Grande Poste |  |
|  | ● |  | ケリーファ・ボーッカルファ駅 | Khelifa Boukhalfa       |  |
|  | ● |  | 5月1日                       | 1er Mai                 |  |
|  | ● |  | アイサット・イディル         | Aïssat Idir             |  |
|  | ● |  | ハンマ                       | Hamma                   |  |
|  | ● |  | ジャルダン・デセ             | Jardin d'essai          |  |
|  | ● |  | レ・フュズィエー             | Les Fusillés            |  |
|  | ● |  | シテ・アミルシュ             | Cité Amirouche          |  |
|  | ● |  | 海と太陽の街                 | Cité Mer et Soleil      |  |
|  | ● |  | ハイ・エル・バドル駅         | Haï El Badr             |  |